# Барьер (противотанковый ракетный комплекс)
«Барьер» (укр. Бар'єр) — украинский противотанковый ракетный комплекс разработки киевского ГККБ «Луч».

## История
ПТРК «Барьер» был представлен на выставке IDEX в 2005 году.

## Описание
В ПТРК «Барьер» применена полуавтоматическая система наведения по лучу лазера. Обнаружение цели и наведение обеспечивается с помощью оптического и инфракрасного прицелов, что позволяет вести стрельбу в сложных погодных условиях.
ПТРК использует ракету Р-2, унифицированную с переносимым ПТРК «Скиф». Длина ракеты составляет 1270 мм, длина контейнера с ракетой — 1360 мм, калибр ракеты — 130 мм, вес — 16 кг. Бронепробиваемость ПТУР Р-2 составляет 800 мм за динамической защитой.

## Модификации
- «Барьер» — возимый ПТРК, предназначенный для установки на бронетехнику и бронекатера. Применяется в украинских боевых модулях, которые устанавливаются на БТР-3Е, БТР-4, БТР-7, украинскую модернизацию БМП-1, колёсный белорусский ПТРК «Каракал»[2] и т. д.
- «Барьер-В» — ПТРК, предназначенный для установки на вертолёты; оснащён удлинённой ракетой Р-2В; длина пускового контейнера увеличена до 1917 мм; максимальная дальность стрельбы составляет 7500 м, система наведения — автоматическая по лазерному лучу с телевизионно-тепловизионным автосопровождением цели. Устанавливается на Ми-24ПУ1, Ми-24G[3] и Ми-8МСБ[4]
  - «Барьер-ВК» — вариант «Барьер-В», предназначенный для установки на корабли и катера[5][6]. «Барьер-Е» — метод локации «на просвет» для обнаружения и сопровождения малозаметных низколетящих объектов.

## Технические характеристики
Технические характеристики соответствуют модификации «Барьер».
- Калибр: 130 мм[7]
- Стартовый вес ракеты: 16 кг
- Вес контейнера с ракетой: 29,5 кг
- Вес прибора наведения: 14,6 кг
- Длина контейнера: 1360 мм
- Время полёта на максимальную дальность: 23 с
- Тип БЧ: кумулятивная тандемная
- Бронепробиваемость: не менее 800 мм за ДЗ
- Дальность стрельбы: 100 — 5000 м
- Система наведения: полуактивная (по лазерном лучу)
- Температурный диапазон применения: −40…+60ºС

## Страны-эксплуатанты
- Украина:
  - «Барьер-В» принят на вооружение в мае 2012 года (вместе с вертолётом Ми-24ПУ1)
  - «Барьер» принят на вооружение в июле 2012 года (вместе с БТР-4Е)
- Казахстан — «Барьер-ВК» принят на вооружение в 2013 году
  - Ракетно-артиллерийские катера проекта 0250 «Барс-МО»